# Доля молочной железы
Доля — отдельная часть Молочной железы. Обычно в одной груди 15–20 конусообразных долей, которые расположены вокруг соска и разделены между собой прослойками соединительной ткани.
Каждая доля, в свою очередь, состоит из более крупных и более мелких долек. По строению доля напоминает гроздь винограда и включает альвеолярные железки, которые во время лактации вырабатывают молоко. 
Иногда встречается добавочная доля молочной железы (полимастия) — аномальное явление врождённого типа. Чаще всего образование локализуется вдоль линий молочных желёз, но может появляться и в других частях тела.